# Belzebubs
Belzebubs est un groupe fictif inventé par le dessinateur de comics finlandais JP Ahonen. Le Webcomic satirique sur la scène Black metal a été publié dans six langues et dans divers magazines de Metal. Un livre est publié en 2019.

## Histoire fictive du groupe
Le groupe, initialement un trio composé de Hubbath, Sløth et Izkariot, a été fondé en 2002. Le premier album Quis Novit Daemonis Astus paraît en 2006 en autoproduction. Rejoint par Obesyx, le groupe sort un deuxième album en 2009, Moth of Satanas, également autoproduit. Par la suite le groupe signe un contrat avec Døden Records.
De nombreux imprévus ralentissent le groupe pendant presque une décennie. En 2018, il reprend de l’activité avec un nouveau batteur, Samaël, et signe avec Century Media.

## Histoire du groupe dans la réalité
Belzebubs est un Webcomic du dessinateur finlandais JP Ahonen, qui raconte l’histoire du groupe fictif éponyme. C’est sur cette base qu’un groupe a ensuite été créé.
Le single Blackened Call sort en juin 2018. La vidéo associée compte aujourd’hui 1,2 million de vues. Le second single Cathedrals Of Mourning suit au début de l’année 2019. Sur les deux vidéos, on peut voir le groupe en images d’animation, dans un style inspiré d’Immortal ou Emperor.
Le 26 avril 2019, le véritable premier album, Pantheon of the Nightside Gods, paraît sous le label Century Media. Le producteur est Dan Swanö. La véritable identité des membres du groupe n’est, à ce jour, pas ouvertement révélée.

## Style musical
Belzebubs penche visuellement pour un style visuel Black metal nordique, cependant, il se rapproche musicalement plutôt du Death metal mélodique, rappelant des groupes comme At the Gates, Amon Amarth, Insomnium et Edge of Sanity.

## Discographie

### Albums
- 2019 : Pantheon of the Nightside Gods (Century Media)

### Singles
- 2018 : Blackened Call
- 2019 : Cathedrals of Mourning

### Discographie fictive
- 2006 : Quis Novit Daemonis Astus (Autoproduction)
- 2009 : Moth of Satanas (Autoproduction, puis Døden Records)

## Littérature
- JP Ahonen: Belzebubs. Top Shelf Productions 2019.  (ISBN 978-1603094429)

## Web
Site officiel